# Magas
Pour l’article homonyme, voir Magas de Cyrène.
Magas (en russe : Магас, signifiant en ingouche « Ville du soleil ») est depuis 2002 la capitale de la république d'Ingouchie, en Russie. Sa population s'éleve à 12 170 habitants en 2020.

## Géographie
Magas est située à 4 km de l'ancienne capitale, Nazran.
La ville est connectée à la route fédérale R217, route reliant la M4 à la frontière avec l'Azerbaïdjan en desservant les villes de Ciscaucasie, qui passe à Nazran.

## Histoire
La ville a été fondée en 1995 sur le site d'une ancienne ville du même nom. Elle devint en décembre 2002 la capitale de la république d'Ingouchie, à la place de Nazran. La ville devrait compter 30 000 habitants dans quelques années. Elle n'en comptait que 524 au recensement de 2010.

## Population
Recensements (*) ou estimations de la population
| 2001 | 2002* | 2009 | 2010* |
| ---- | ----- | ---- | ----- |
| 100  | 275   | 415  | 2 502 |

| 2011  | 2012  | 2013  | 2014  |
| ----- | ----- | ----- | ----- |
| 2 581 | 3 367 | 4 106 | 4 756 |

| 2015  | 2016  | 2017  | 2018  |
| ----- | ----- | ----- | ----- |
| 5 841 | 6 880 | 7 818 | 8 771 |

| 2019   | 2020   | - | - |
| ------ | ------ | - | - |
| 10 333 | 12 170 | - | - |